# Ergotamin
Ergotamin er et blodkarsammentrækkende stof, der findes i svampen meldrøjer.
Ergotamin virker mod den kraftige hovedpine under et migræne anfald. Årsagen til migræne er endnu uklar, men man mener at hovedpinen skyldes en blodkarsudvidelse af kraniets arterier. Ergotamin virker blodkarssammentrækkende og således lindrende på hovedpinen.

## Eksterne links
- Ergotamin på medicin.dk Arkiveret 4. marts 2016 hos  Wayback Machine

| Farmakologi | Spire Denne artikel om farmakologi er en spire som bør udbygges. Du er velkommen til at hjælpe Wikipedia ved at udvide den. |